# Chamelea
Chamelea је род слановодних морских шкољки из породице Veneridae, тзв, Венерине шкољке.

## Врстре
Према WoRMS
- Chamelea gallina (Linnaeus, 1758)
- Chamelea radiata (Brocchi, 1814) †
- Chamelea striatula (da Costa, 1778)

- Chamelea bollonsi (Powell, 1932) прихваћен као Tawera bollonsi Powell, 1932 прихваћен као Tawera sphaericula (Deshayes, 1854)
- Chamelea coelata (Menke, 1843) прихваћен као Tawera coelata (Menke, 1843)
- Chamelea gallinula (Lamarck, 1818) прихваћен као Tawera gallinula (Lamarck, 1818)
- Chamelea gayi (Hupé, 1854) прихваћен као Tawera elliptica (Lamarck, 1818)
- Chamelea lagopus (Lamarck, 1818) прихваћен као Tawera lagopus (Lamarck, 1818)
- Chamelea marionae (Finlay, 1928) прихваћен као Tawera marionae Finlay, 1928
- Chamelea mawsoni (Hedley, 1916) прихваћен као Tawera mawsoni (Hedley, 1916)
- Chamelea phenax (Finlay, 1930) прихваћен као Tawera phenax (Finlay, 1930)
- Chamelea philomela (E. A. Smith, 1885) прихваћен као Tawera philomela (E. A. Smith, 1885)
- Chamelea rosa (Powell, 1955) прихваћен као Tawera rosa Powell, 1955
- Chamelea sphaericula (Deshayes, 1854) прихваћен као Chamelea bollonsi (Powell, 1932) прихваћен као Tawera bollonsi Powell, 1932 прихваћен као Tawera sphaericula (Deshayes, 1854)
- Chamelea spissa (Deshayes, 1835) accepted as Tawera spissa (Deshayes, 1835)
- Chamelea torresiana (E. A. Smith, 1884) прихваћен као Tawera torresiana (E. A. Smith, 1884)